# Tough Love
Tough Love är Theodor Jensens debutalbum i eget namn, utgivet på Razzia Records 2009.

## Låtlista[1]
1. "Songbird"
2. "Bapada"
3. "Tough Love"
4. "Gloria"
5. "Salvation"
6. "Side by Side"
7. "I Was on My Own"
8. "Life"
9. "Blue Sky"

## Personal[1]
- Björn Olsson - producent
- Daniel Gilbert - gitarr
- Fredrik Sandsten - trummor
- Theodor Jensen - sång, musiker, producent
- Tomas Hallonsten - piano, orgel, synth, harmonium
- Oscar Wallbom - bas

## Mottagande
Skivan snittar på 3,3/5 på Kritiker.se, baserat på tjugofyra recensioner.

## Listplaceringar
| Lista (2009) | Topplacering |
| ------------ | ------------ |
| Sverige      | 52           |